# مانيا سويد
مانيا سويد (7 أكتوبر 1969)، كاتبة وصحفية سورية. حاصلة على دكتوراه في الصحافة من الجامعة الأمريكية في لندن عن أطروحتها (صحافة الأزمة)
وعلى بكالوريوس في الأدب الإنجليزي الجامعة الأمريكية في لندن وعلى ماجستير في الإعلام والصحافة جامعة كارولينا / الولاياث المتحذة.
منتسبة إلى عدد من الجمعيات والاتحادات العربية والدولية ، لها نشاط صحفي بارز، صدر لها سبعة كتب.
نالت درجة الدكتوراه في الصحافة من الجامعة الأمريكية في لندن عن أطروحتها (صحافة الأزمة) التي تلقي الضوء على تأثير الأزمات في العمل الصحفي. وخلصت الدراسة إلى  أن للأمر وجهان: وجه معتاد يظهر فيه العمل الصحفي بدور المؤثر بينما تظهر الأزمة بدور المتأثر، ووجه آخر تلعب فيه الأزمات دور المؤثر بينما يكون العمل الصحفي هو المتأثر. وهذا الوجه الثاني تحديداً جسدته الأطروحة في حالات أربع عبرت عنها الباحثة بمسميات: صحافة الرصد وصحافة التحليل وصحافة التصعيد وصحافة التنبؤ.

## مؤلفاتها
1. عائد بخير زاد (رواية)
2. سيرقوني (رواية)
3. أوراق الكينا (مجموعة قصصية)
4. عناقيد اللؤلؤ الأحمر (مجموعة قصصية)
5. أعواد ثقاب (مجموعة قصصية)
6. الابتكار وإدارة المسرح
7. ازدواج العنوان الصحفي

## النشاط الصحفي
لها نشاط بارز في الصحافة ، ومن المؤسسات الإعلامية التي عملت معها :
1. الملحق الثقافي (صحيفة الثورة السورية)
2. مجلة الإعلام والعصر (مركز سلطان بن زايد للثقافة و الاعلام الإمارات)
3. مجلة بيت السرد (نادي القصة - اتحاد كتاب وأدباء الإمارات)
4. مجلة اللغة العربية (جمعية حماية اللغة العربية)
5. مجلة الموانئ (دائرة الموانئ البحرية والجمارك الإمارات)
6. مجلة الجمارك (دائرة الموانئ البحرية والجمارك الإمارات)
7. مجلة النفط والصناعة (وزارة الطاقة الإمارات)
8. مجلة الصدى (دار الصدى للصحافة والنشر الإمارات)
9. مجلة دبي الثقافية (دار الصدى للصحافة والنشر الإمارات)
10. مجلة الشاشة (دار الصدى للصحافة والنشر الإمارات)

## جمعيات واتحادات
انتسبت الاديبة السورية مانيا سويد إلى عدة جمعيات عربية ودولية منها :
1. اتحاد كتاب وأدباء الإمارات
2. جمعية حماية اللغة العربية في الإمارات
3. جمعية الصحفيين الإماراتيين
4. اتحاد الصحفيين العرب
5. الاتحاد الدولي للصحافيين